# فرانك كامب
فرانك كامب (بالإنجليزية: Frank Camp)‏ هو لاعب كرة قدم أمريكية أمريكي، ولد في 14 سبتمبر 1905 في ترينتون في الولايات المتحدة، وتوفي في 26 يناير 1986.